# Copa Libertadores 1998
W trzydziestej dziewiątej edycji Copa Libertadores udział wzięły 23 kluby reprezentujące wszystkie kraje zrzeszone w CONMEBOL oraz Meksyk, będący członkiem CONCACAF. Każde z 11 państw wystawiło po 2 kluby, nie licząc broniącego tytułu brazylijskiego klubu Cruzeiro EC, który awansował do 1/8 finału bez gry.
Cruzeiro nie obronił tytułu, odpadając już w 1/8 finału po przegranym jedną bramką dwumeczu krajowym rywalem – klubem CR Vasco da Gama. Pogromcy obrońcy tytułu okazali się później triumfatorami tej edycji turnieju.
Początkowo rozegrana została faza wstępna z udziałem dwóch drużyn meksykańskich oraz najniżej notowanych w Ameryce Południowej klubów z Wenezueli – do 1/16 finału awansowały dwa najlepsze kluby.
W 1/16 finału 20 klubów podzielono na 5 grup po 4 drużyny. Z każdej grupy do następnej rundy awansowały trzy najlepsze zespoły. Jako szesnasty klub do 1/8 awansował broniący tytułu Cruzeiro.
W 1/8 finału wylosowano osiem par, które wyłoniły ośmiu ćwierćfinalistów. W ćwierćfinale wylosowano cztery pary, które wyłoniły czterech półfinalistów. W półfinale dwie pary wyłoniły dwóch finalistów.
Wielką rewelacją turnieju był reprezentujący Ekwador klub Barcelona SC, który jako pierwszy w historii zespół z tego kraju awansował aż do finału Pucharu Wyzwolicieli. W finale drużyna z Ekwadoru nie sprostała ekipie Vasco da Gama, przegrywając oba mecze. Vasco da Gama w półfinale wyeliminował słynny argentyński klub River Plate, a starcie to uznane zostało za przedwczesny finał.
Bardzo dobrze spisał się paragwajski klub Cerro Porteño, który w walce o finał uległ Barcelonie dopiero po rzutach karnych.
Kluby meksykańskie pokazały się z dobrej strony, dowodząc, że Puchar Wyzwolicieli dla najsilniejszego reprezentanta strefy CONCACAF to nie są już zbyt wysokie progi.
Tradycyjnie najsłabiej prezentowały się drużyny z Boliwii i Wenezueli.

## 1/32 finału (wstępna runda)MeksykWenezuela
Pierwszy raz zaproszono do udziału w Copa Libertadores reprezentantów najsilniejszej ligi ze strefy CONCACAF – ligi Meksyku. Pierwszymi klubami meksykańskimi, które wzięły udział w dotychczas wyłącznie południowoamerykańskim pucharze były  Chivas de Guadalajara oraz  Club América.
- Wstępny mecz, mający jedynie wpływ na kolejność meczów we wstępnej grupie:

| 15.01 Club América – Chivas de Guadalajara 2:0 (2:0) - 1:0 Ricardo Peláez 7, 2:0 Ricardo Peláez 30 |

- Mecze grupowe:

| 04.02 Atlético Zulia – Chivas de Guadalajara 2:3 (1:1) - 1:0 Luis Vera 24, 1:1 Gustavo Nápoles 31, 1:2 Gustavo Nápoles 68, 2:2 Juan Enrique García 73, 2:3 Camilo Romero 90+ - mecz rozegrano w Valencii |
| 06.02 Caracas FC – Chivas de Guadalajara 1:1 (0:0) - 1:0 Leonardo Alberto González 59, 1:1 Joel Sánchez 61                                                                                               |
| 10.02 Atlético Zulia – Club América 0:2 (0:1) - 0:1 Ricardo Peláez 3, 0:2 Carlos García 89s - mecz rozegrano w Valencii                                                                                  |
| 13.02 Caracas FC – Club América 1:0 (1:0) - 1:0 José Manuel Rey 3 |
| 17.02 Chivas de Guadalajara – Atlético Zulia 4:1 (2:1) - 0:1 Juan Enrique García 4, 1:1 Paulo César Chávez 27k, 2:1 Paulo César Chávez 33k, 3:1 Ramón Ramírez 62, 4:1 Gustavo Nápoles 64                 |
| 19.02 Club América – Atlético Zulia 2:0 (2:0) - 1:0 Ricardo Peláez 25, 2:0 Isaac Terrazas 30 |
| 24.02 Chivas de Guadalajara – Caracas FC 4:1 (2:1) - 1:0 Paulo César Chávez 13, 1:1 Héctor Vidoglio 18, 2:1 Jesús Arellano 31, 3:1 Ramón Ramírez 50, 4:1 Gustavo Nápoles 71                              |
| 26.02 Club América – Caracas FC 1:1 (1:0) - 1:0 Rodrigo Valenzuela 27, 1:1 Isaac Ramos 86 |

| Klub                  | Mecze | Zw | Rem | Por | Pkt | BrZd | BrStr |
| --------------------- | ----- | -- | --- | --- | --- | ---- | ----- |
| Chivas de Guadalajara | 4     | 3  | 1   | 0   | 10  | 12   | 5     |
| Club América          | 4     | 2  | 1   | 1   | 7   | 5    | 2     |
| Caracas FC            | 4     | 1  | 2   | 1   | 5   | 4    | 6     |
| Atlético Zulia        | 4     | 0  | 0   | 4   | 0   | 3    | 11    |

## 1/16 finału

### Grupa 1Kolumbia,Ekwador
| 25.02 América Cali – Atlético Bucaramanga 2:2 - Leonardo Moreno, Ricardo „Gato” Pérez – Gustavo “Misil” Restrepo, Manuel Galarcio                                  |
| 25.02 Barcelona SC – Deportivo Quito 0:0 |
| 03.03 Deportivo Quito – Atlético Bucaramanga 1:0 (0:0) - 1:0 Víctor Soria 54k                                                                                      |
| 06.03 Barcelona SC – Atlético Bucaramanga 2:0 - Héctor Arias, Nicolás Asencio                                                                                      |
| 10.03 Deportivo Quito – América Cali 0:4 (0:3) - 0:1 Wilmer Alexander Ortegón 5, 0:2 Jersson González 28, 0:3 Ricardo „Gato” Pérez 34, 0:4 Ricardo „Gato” Pérez 85 |
| 13.03 Barcelona SC – América Cali 1:0 (0:0) - 1:0 Carlos Asprilla 75s                                                                                              |
| 18.03 Atlético Bucaramanga – América Cali 0:1 - James Cardona |
| 18.03 Deportivo Quito – Barcelona SC 1:1 - Robert Burbano – Agustín Javier Delgado 70                                                                              |
| 24.03 Atlético Bucaramanga – Deportivo Quito 2:0 - 1:0 Gustavo “Misil” Restrepo 62, 2:0 Lucio Fernando España 88                                                   |
| 27.03 América Cali – Deportivo Quito 2:1 - Héctor Hurtado, Jairo Fernando Castillo – Eduardo Javier Lell                                                           |
| 31.03 Atlético Bucaramanga – Barcelona SC 1:0 - 1:0 Nelson Gómez 38                                                                                                |
| 03.04 América Cali – Barcelona SC 1:1 - Jersson González – Ángel Sotelo                                                                                            |

| Klub                 | Mecze | Zw | Rem | Por | Pkt | BrZd | BrStr |
| -------------------- | ----- | -- | --- | --- | --- | ---- | ----- |
| América Cali         | 6     | 3  | 2   | 1   | 11  | 10   | 5     |
| Barcelona SC         | 6     | 2  | 3   | 1   | 9   | 5    | 3     |
| Atlético Bucaramanga | 6     | 2  | 1   | 3   | 7   | 5    | 6     |
| Deportivo Quito      | 6     | 1  | 2   | 3   | 5   | 3    | 9     |

### Grupa 2Brazylia,Meksyk
| 04.03 Chivas de Guadalajara – Club América 0:1 - Alberto García Aspe                                      |
| 04.03 Grêmio Porto Alegre – CR Vasco da Gama 1:0 (0:0) - 1:0 Guilherme 62                                 |
| 10.03 Chivas de Guadalajara – Grêmio Porto Alegre 1:0 (0:0) - 1:0 Ignacio Vázquez 67                      |
| 13.03 Club América – Grêmio Porto Alegre 1:2 - Sergio Fabián Zárate – Guilherme, Beto                     |
| 17.03 Chivas de Guadalajara – CR Vasco da Gama 1:0 (1:0) - 1:0 Ramón Ramírez 45                           |
| 20.03 Club América – CR Vasco da Gama 1:1 (1:1) - 1:0 Néstor Gabriel Cedrés 1, 1:1 Ramón 5                |
| 24.03 Club América – Chivas de Guadalajara 2:0 (1:0) - 1:0 Ricardo Peláez 4, 2:0 Néstor Gabriel Cedrés 56 |
| 25.03 CR Vasco da Gama – Grêmio Porto Alegre 3:0 (2:0) - 1:0 Luizão 33, 2:0 Luizão 43, 3:0 Donizete 55    |
| 31.03 Grêmio Porto Alegre – Chivas de Guadalajara 2:0 (0:0) - 1:0 Beto 47, 2:0 Beto 55                    |
| 03.04 CR Vasco da Gama – Chivas de Guadalajara 2:0 - Luizão (2)                                           |
| 07.04 Grêmio Porto Alegre – Club América 1:0 (1:0) - 1:0 Dário 6                                          |
| 10.04 CR Vasco da Gama – Club América 1:1 (0:1) - 0:1 Alberto García Aspe 6, 1:1 Richardson 71            |

| Klub                  | Mecze | Zw | Rem | Por | Pkt | BrZd | BrStr |
| --------------------- | ----- | -- | --- | --- | --- | ---- | ----- |
| Grêmio Porto Alegre   | 6     | 4  | 0   | 2   | 12  | 6    | 5     |
| CR Vasco da Gama      | 6     | 2  | 2   | 2   | 8   | 7    | 4     |
| Club América          | 6     | 2  | 2   | 2   | 8   | 6    | 5     |
| Chivas de Guadalajara | 6     | 2  | 0   | 4   | 6   | 2    | 7     |

### Grupa 3Chile,Paragwaj
| 25.02 Club Olimpia – Cerro Porteño 5:1 - Luis Alberto Monzón k, Mauro Antonio Caballero, Gabriel González Chaves, Walter Ávalos, Jorge Daniel Valdez – Hugo Marcelo Ovelar                          |
| 25.02 CD Universidad Católica – CSD Colo-Colo 2:3 (1:1) - 0:1 Manuel Alejandro Neira 4, 1:1 David Bisconti 17, 1:2 Manuel Alejandro Neira 64, 2:2 Rodrigo Goldberg 67, 2:3 Marcelo Fabián Espina 83 |
| 03.03 Cerro Porteño – CD Universidad Católica 0:0 |
| 06.03 Club Olimpia – CD Universidad Católica 2:0 - Jorge Daniel Valdez, Nelson Fabián Zelaya |
| 10.03 Cerro Porteño – CSD Colo-Colo 2:0 (0:0) - 1:0 Hugo Marcelo Ovelar 83, 2:0 Eber Fernández 90                                                                                                   |
| 13.03 Club Olimpia – CSD Colo-Colo 1:1 (1:0) - 1:0 Gabriel González Chaves 12, 1:1 Luis Fernando Vergara 75                                                                                         |
| 18.03 Cerro Porteño – Club Olimpia 1:2 (1:0) - 1:0 Hugo Marcelo Ovelar 38k, 1:1 Carlos Humberto Paredes 56, 1:2 Luis Alberto Monzón 72                                                              |
| 18.03 CSD Colo-Colo – CD Universidad Católica 2:0 (2:0) - 1:0 Héctor Santiago Tapia 18, 2:0 Héctor Santiago Tapia 26                                                                                |
| 24.03 CD Universidad Católica – Cerro Porteño 1:0 (0:0) - 1:0 Rodolfo Antonio Moya 83 |
| 27.03 CSD Colo-Colo – Cerro Porteño 1:2 (1:1) - 0:1 Eber Fernández 9, 1:1 Héctor Santiago Tapia 36, 1:2 Hugo Marcelo Ovelar 67k                                                                     |
| 31.03 CD Universidad Católica – Club Olimpia 2:1 (1:0) - 1:0 Luis Pérez 45, 2:0 David Bisconti 61, 2:1 Luis Alberto Monzón 63                                                                       |
| 03.04 CSD Colo-Colo – Club Olimpia 1:3 (0:2) - 0:1 Nelson Fabián Zelaya 2, 0:2 Luis Alberto Monzón 6k, 1:2 Luis Fernando Vergara 71, 1:3 Juan Carlos Franco 90                                      |

| Klub                    | Mecze | Zw | Rem | Por | Pkt | BrZd | BrStr |
| ----------------------- | ----- | -- | --- | --- | --- | ---- | ----- |
| Club Olimpia            | 6     | 4  | 1   | 1   | 13  | 14   | 6     |
| CSD Colo-Colo           | 6     | 2  | 1   | 3   | 7   | 8    | 10    |
| Cerro Porteño           | 6     | 2  | 1   | 3   | 7   | 6    | 9     |
| CD Universidad Católica | 6     | 2  | 1   | 3   | 7   | 5    | 8     |

### Grupa 4Boliwia,Urugwaj
| 25.02 Club Bolívar – Oriente Petrolero 3:2 - Sergio João (2), Luis Héctor Cristaldo – Ricardo Nicolás Rentera, Álvaro Guillermo Peña |
| 25.02 CA Peñarol – Club Nacional de Football 2:1 (1:0) - 1:0 Pablo Javier Bengoechea 38, 1:1 Jorge Ramírez 64, 2:1 Andreé Aníbal González 74 - mecz rozegrano w Maldonado                                                                            |
| 03.03 Oriente Petrolero – CA Peñarol 0:0 |
| 06.03 Club Bolívar – CA Peñarol 1:0 - Sergio João |
| 10.03 Oriente Petrolero – Club Nacional de Football 2:1 (0:1) - 0:1 Danilo Baltierra 36, 1:1 Osvaldinho 67, 2:1 Edu 83 |
| 13.03 Club Bolívar – Club Nacional de Football 2:0 (1:0) - 1:0 Sergio João 15, 2:0 Sergio João 76 |
| 18.03 Oriente Petrolero – Club Bolívar 1:1 (1:1) - 1:0 Edu 15, 1:1 Sergio João 39 |
| 18.03 Club Nacional de Football – CA Peñarol 1:4 (1:2) - 0:1 Luis Alberto Romero 9, 0:2 Walter Pandiani 23, 1:2 Rodrigo Lemos 42, 1:3 José Óscar Herrera 52, 1:4 Walter Pandiani 75                                                                  |
| 24.03 Club Nacional de Football – Oriente Petrolero 4:1 (2:1) - 1:0 Jorge Luis Delgado 2, 1:1 Nené 36, 2:1 Gabriel Álvez 39, 3:1 Mario Ignacio Regueiro 70, 4:1 Milton Omar Núñez 80                                                                 |
| 27.03 CA Peñarol – Oriente Petrolero 6:1 (3:1) - 1:0 José María Franco 5, 1:1 Edu 15, 2:1 Antonio Pacheco D’Agosti 28, 3:1 Serafín García 43, 4:1 José María Franco 58, 5:1 José María Franco 60, 6:1 José María Franco 85 - mecz rozegrano w Rivera |
| 31.03 CA Peñarol – Club Bolívar 0:1 (0:1) - 0:1 Marco Antonio Sandy 9 - mecz rozegrano w Rivera |
| 03.04 Club Nacional de Football – Club Bolívar 4:1 (2:1) - 1:0 Milton Omar Núñez 12, 1:1 Sergio João 30, 2:1 Milton Omar Núñez 40, 3:1 Mario Ignacio Regueiro 53, 4:1 Mario Ignacio Regueiro 86                                                      |

| Klub                      | Mecze | Zw | Rem | Por | Pkt | BrZd | BrStr |
| ------------------------- | ----- | -- | --- | --- | --- | ---- | ----- |
| Club Bolívar              | 6     | 4  | 1   | 1   | 13  | 9    | 7     |
| CA Peñarol                | 6     | 3  | 1   | 2   | 10  | 12   | 5     |
| Club Nacional de Football | 6     | 2  | 0   | 4   | 6   | 11   | 12    |
| Oriente Petrolero         | 6     | 1  | 2   | 3   | 5   | 7    | 15    |

### Grupa 5Argentyna,Peru
| 04.03 CA Colón – River Plate 1:2 (0:1) - 0:1 Celso Ayala 26, 0:2 Marcelo Alejandro Escudero 55, 1:2 Juan Pablo Sorín 90s                                                                         |
| 04.03 Alianza Lima – Club Sporting Cristal 1:0 (1:0) - 1:0 Waldir Alejandro Sáenz 43 |
| 11.03 CA Colón – Club Sporting Cristal 1:0 (0:0) - 1:0 Nelson Omar Agoglia 90 |
| 12.03 Alianza Lima – River Plate 1:1 (0:0) - 1:0 Waldir Alejandro Sáenz 57, 1:1 Juan Pablo Ángel 62                                                                                              |
| 18.03 CA Colón – Alianza Lima 1:0 (0:0) - 1:0 Gustavo David Sandoval 84 |
| 19.03 Club Sporting Cristal – River Plate 2:3 (1:1) - 1:0 Javier Ferreira 39, 1:1 Juan Pablo Ángel 44, 1:2 Marcelo Alejandro Escudero 52, 2:2 Andrés Augusto Mendoza 72, 2:3 Juan Pablo Ángel 74 |
| 25.03 River Plate – CA Colón 4:1 (1:1) - 1:0 Juan Pablo Ángel 6, 1:1 Marcelo Saralegui 22, 2:1 Martín Alejandro Cardetti 56, 3:1 Juan Pablo Ángel 72k, 4:1 Martín Alejandro Cardetti 81          |
| 25.03 Club Sporting Cristal – Alianza Lima 3:2 (2:2) - 1:0 Nilson Esidio 32, 1:1 Juan José Jayo 33, 2:1 Andrés Augusto Mendoza 36, 2:2 Juan Carlos Bazalar 44, 3:2 Nilson Esidio 59              |
| 01.04 Alianza Lima – CA Colón 1:0 (0:0) - 1:0 Juan Carlos Bazalar 68 |
| 02.04 River Plate – Club Sporting Cristal 3:1 (1:1) - 1:0 Marcelo Daniel Gallardo 9, 1:1 Nilson Esidio 25, 2:1 Sebastián Pascual Rambert 52, 3:1 Martín Alejandro Cardetti 84                    |
| 08.04 Club Sporting Cristal – CA Colón 1:1 (0:0) - 0:1 Gustavo David Sandoval 71, 1:1 Jorge Antonio Soto 85                                                                                      |
| 09.04 River Plate – Alianza Lima 2:0 (0:0) - 1:0 Pablo César Aimar 50, 2:0 Darío Damián Figueroa 60                                                                                              |

| Klub                  | Mecze | Zw | Rem | Por | Pkt | BrZd | BrStr |
| --------------------- | ----- | -- | --- | --- | --- | ---- | ----- |
| River Plate           | 6     | 5  | 1   | 0   | 16  | 15   | 6     |
| Alianza Lima          | 6     | 2  | 1   | 3   | 7   | 5    | 7     |
| CA Colón              | 6     | 2  | 1   | 3   | 7   | 5    | 8     |
| Club Sporting Cristal | 6     | 1  | 1   | 4   | 4   | 7    | 11    |

### Obrońca tytułu
| Cruzeiro EC jako obrońca tytułu awansował do 1/8 finału bez gry |

## 1/8 finału
| Cerro Porteño – América Cali 1:0 i 2:1 - 15.04 1:0 Juan Ángel Paredes 75 - 29.04 0:1 Julián Téllez 48, 1:1 Richard Aníbal Gómez 79, 2:1 Juan Ángel Paredes 81 |
| Club Nacional de Football – Grêmio Porto Alegre 1:1 i 0:4 - 15.04 1:0 Rubén Sosa 41, 1:1 Guilherme 48 - 29.04 0:1 Guilherme 4, 0:2 Roger 16, 0:3 Goiano 30, 0:4 Tinga 44 |
| CA Colón – Club Olimpia 3:2 i 0:1, karne 2:1 - 23.04 1:0 Esteban Fuertes 30, 2:0 Esteban Fuertes 34, 2:1 Luis Alberto Monzón 55, 3:1 Rodolfo Gustavo Aquino 62, 3:2 Mauro Antonio Caballero 80 - 30.04 0:1 Luis Alberto Monzón 63 - Karne: Claudio Javier Marini (-), Marcelo Saralegui (-), Dante Rafael Unali (+), Rodolfo Gustavo Aquino (+) – Félix Ricardo Torres (-), Luis Alberto Monzón (-), Carlos Humberto Paredes (-), Walter Ávalos (+), Gabriel González Chaves (-) |
| Atlético Bucaramanga – Club Bolívar 1:2 i 0:1 - 15.04 Gustavo “Misil” Restrepo – Sergio João (2) - 29.04 0:1 Eduardo Jiguchi 83 |
| Club América – River Plate 1:1 i 0:1 - 22.04 0:1 Carlos Javier Netto 5, 1:1 Néstor Gabriel Cedrés 32 - 07.05 0:1 Santiago Hernán Solari 50 - drugi mecz przeniesiony został z 30.04 na 07.05 z powodu braku sędziego |
| Barcelona SC – CSD Colo-Colo 2:1 i 2:2 - 15.04 1:0 Agustín Javier Delgado 47, 1:1 Manuel Alejandro Neira 74, 2:1 Marcelo Morales 90 - 30.04 1:0 Agustín Javier Delgado 45, 1:1 Francisco Rojas 50, 1:2 Emerson 52, 2:2 Agustín Javier Delgado 55 |
| Alianza Lima – CA Peñarol 1:0 i 1:2, karne 1:3 - 22.04 1:0 Miguel Asprilla 51 - 29.04 0:1 Marcelo Alejandro de Souza 19, 0:2 Carlos Alberto Aguilera 26, 1:2 Miguel Asprilla 60 - Karne: Juan José Jayo (-), Marcial Salazar (+), Frank Ruiz (-), Claudio Miguel Pizarro (-) – Pablo Javier Bengoechea (+), Antonio Pacheco D’Agosti (+), Nicolás Ezequiel Rotundo (+) |
| CR Vasco da Gama – Cruzeiro EC 2:1 i 0:0 - 15.04 Luizão, Donizete – Marcelo Silva Ramos - 02.05 0:0 |

## 1/4 finału
| Grêmio Porto Alegre – CR Vasco da Gama 1:1 i 0:1 - 03.06 0:1 Pedrinho 46, 1:1 Guilherme 52 - 06.06 0:1 Pedrinho |
| River Plate – CA Colón 2:1 i 3:1 - 20.05 1:0 Pablo César Aimar 17, 1:1 Marcelo Saralegui 33, 2:1 Juan Pablo Ángel 44 - 27.05 0:1 Esteban Fuertes 31, 1:1 Eduardo Berizzo 40, 2:1 Juan Pablo Ángel 62, 3:1 Juan Pablo Sorín 89 |
| Club Bolívar – Barcelona SC 1:1 i 0:4 - 13.05 1:0 Sergio João 73, 1:1 Agustín Javier Delgado 79 - 27.05 0:1 Nicolás Asencio 10, 0:2 Luis Oswaldo Gómez 33, 0:3 Julio César Rosero 53, 0:4 Nicolás Asencio 74                  |
| CA Peñarol – Cerro Porteño 2:0 i 0:3 - 20.05 1:0 José María Franco 20, 2:0 Pablo Javier Bengoechea 90 - 27.05 0:1 Héctor Blanco 21, 0:2 Miguel Ángel Domínguez 63, 0:3 Juan Ángel Paredes 74                                  |

## 1/2 finału
| CR Vasco da Gama – River Plate 1:0 i 1:1 - 16.07 1:0 Donizete 10 - 22.07 0:1 Juan Pablo Sorín 22, 1:1 Juninho Pernambucano 81 |
| Barcelona SC – Cerro Porteño 1:0 i 1:2, karne 4:3 - 16.07 1:0 Antony de Ávila 12 - 22.07 0:1 Fabián Caballero 4, 0:2 Juan Ángel Paredes 21, 1:2 Washington Aires 73 - Karne: Washington Aires (+), Julio César Rosero (+), Marcelo Morales (+), Antony de Ávila (+), York Frisón (-), Nicolás Asencio (-) – Hugo Marcelo Ovelar (+), Richard Aníbal Gómez (+), Guido Virgilio Alvarenga (+), Javier Meza (-), Sergio Recalde (-), Fabián Caballero (-) |

## FINAŁ
| CR Vasco da Gama – Barcelona SC 2:0 i 2:1 |
| 12 sierpnia 1998 Rio de Janeiro Estádio São Januário (35 000) CR Vasco da Gama – Barcelona SC 2:0 (2:0) Sędzia: Gustavo Méndez (Urugwaj) Bramki: 1:0 Donizete 7, 2:0 Luizão 35 Club de Regatas Vasco da Gama: Carlos Germano – Vágner (65 Vítor), Mauro Galvão, Odvan, Felipe Loureiro, Luisinho, Nasa, Pedrinho (66 Ramón), Juninho Pernambucano, Donizete, Luizão. Trener: Antônio Lopes Barcelona SC: José Francisco Cevallos – Luis Oswaldo Gómez (37 Wagner Rivera), Jimmy Montanero, Hólger Abraham Quiñónez, Luis Enrique Capurro, Julio César Rosero (46 Héctor Jhonny Carabalí), Roberto Macías (58 Fricson Vinicio George), Marcelo Morales, Washington Aires, Nicolás Asencio, Antony de Ávila. Trener: Rubén Darío Insúa.                                              |
| 26 sierpnia 1998 Guayaquil Estadio Monumental Isidro Romero Carbo (72 000) Barcelona SC – CR Vasco da Gama 1:2 (0:2) Sędzia: Javier Castrilli (Argentyna) Bramki: 0:1 Luizão 25, 0:2 Donizete 45, 1:2 Antony de Ávila 79 Czerwone kartki: – / Donizete 48 Barcelona SC: José Francisco Cevallos – Jimmy Montanero, Raúl Alfredo Noriega (46 Washington Aires), Hólger Abraham Quiñónez, Luis Oswaldo Gómez, Marcelo Morales, Héctor Jhonny Carabalí, Nicolás Asencio, Fricson Vinicio George, Antony de Ávila, Agustín Javier Delgado. Trener: Rubén Darío Insúa. Club de Regatas Vasco da Gama: Carlos Germano – Vágner, Odvan, Mauro Galvão, Felipe Loureiro, Luisinho Nasa, Juninho Pernambucano, Pedrinho (75 Ramón), Donizete, Luizão (82 Alex Pinho). Trener: Antônio Lopes. |

## Klasyfikacja
Poniższa tabela ma charakter statystyczny. O kolejności decyduje na pierwszym miejscu osiągnięty etap rozgrywek, a dopiero potem dorobek bramkowo-punktowy. W przypadku klubów, które odpadły w rozgrywkach grupowych o kolejności decyduje najpierw miejsce w tabeli grupy, a dopiero potem liczba zdobytych punktów i bilans bramkowy.
| Poz                                                                      | Klub                      | Mecze | Zw | Rem | Por | Pkt | BrZd | BrStr |
| ------------------------------------------------------------------------ | ------------------------- | ----- | -- | --- | --- | --- | ---- | ----- |
| 1                                                                        | CR Vasco da Gama          | 14    | 7  | 5   | 2   | 26  | 17   | 8     |
| 2                                                                        | Barcelona SC              | 14    | 5  | 5   | 4   | 20  | 17   | 13    |
| 3                                                                        | River Plate               | 12    | 8  | 3   | 1   | 27  | 23   | 11    |
| 4                                                                        | Cerro Porteño             | 12    | 6  | 1   | 5   | 19  | 14   | 14    |
| 5                                                                        | Club Bolívar              | 10    | 6  | 2   | 2   | 20  | 13   | 13    |
| 6                                                                        | Grêmio Porto Alegre       | 10    | 5  | 2   | 3   | 17  | 12   | 8     |
| 7                                                                        | CA Peñarol                | 10    | 5  | 1   | 4   | 16  | 16   | 10    |
| 8                                                                        | CA Colón                  | 10    | 3  | 1   | 6   | 10  | 10   | 16    |
| 9                                                                        | Club América              | 13    | 5  | 4   | 4   | 19  | 14   | 9     |
| 10                                                                       | Club Olimpia              | 8     | 5  | 1   | 2   | 16  | 17   | 9     |
| 11                                                                       | América Cali              | 8     | 3  | 2   | 3   | 11  | 11   | 8     |
| 12                                                                       | Alianza Lima              | 8     | 3  | 1   | 4   | 10  | 7    | 9     |
| 13                                                                       | CSD Colo-Colo             | 8     | 2  | 2   | 4   | 8   | 11   | 14    |
| 14                                                                       | Club Nacional de Football | 8     | 2  | 1   | 5   | 7   | 12   | 17    |
| 15                                                                       | Atlético Bucaramanga      | 8     | 2  | 1   | 5   | 7   | 6    | 9     |
| 16                                                                       | Cruzeiro EC               | 2     | 0  | 1   | 1   | 1   | 1    | 2     |
| 17                                                                       | Chivas de Guadalajara     | 11    | 5  | 1   | 5   | 16  | 14   | 14    |
| 18                                                                       | CD Universidad Católica   | 6     | 2  | 1   | 3   | 7   | 5    | 8     |
| 19                                                                       | Deportivo Quito           | 6     | 1  | 2   | 3   | 5   | 3    | 9     |
| 20                                                                       | Oriente Petrolero         | 6     | 1  | 2   | 3   | 5   | 7    | 15    |
| 21                                                                       | Club Sporting Cristal     | 6     | 1  | 1   | 4   | 4   | 7    | 11    |
| 22                                                                       | Caracas FC                | 4     | 1  | 2   | 1   | 5   | 4    | 6     |
| 23                                                                       | Atlético Zulia            | 4     | 0  | 0   | 4   | 0   | 3    | 11    |
| Podsumowanie: 99 meczów, w tym 21 remisów, 244 bramki – 2,46 bramki/mecz |                           |       |    |     |     |     |      |       |